# Saison 2019 de l'équipe cycliste Nippo-Vini Fantini-Faizanè
La saison 2019 de l'équipe cycliste Nippo-Vini Fantini-Faizanè est la douzième de cette équipe.

## Préparation de la saison 2019

### Arrivées et départs
Sept coureurs quittent l'équipe durant l'intersaison. Le principal départ est celui de Damiano Cunego, qui a mis fin à sa carrière. Moreno Moser vient le remplacer dans le rôle de leader de l'équipe, après plusieurs saisons décevantes au sein du World Tour. Le jeune sprinteur  Giovanni Lonardi fait ses débuts professionnels en 2019. Les deux dernières recrues sont deux grimpeurs colombiens, Rubén Acosta et Alejandro Osorio.
| Arrivées         | Équipe 2018                               |
| ---------------- | ----------------------------------------- |
| Rubén Acosta     | Bicicletas Strongman-Colombia Coldeportes |
| Giovanni Lonardi | Zalf Euromobil Désirée Fior               |
| Moreno Moser     | Astana                                    |
| Alejandro Osorio | GW-Shimano                                |

| Départs              | Équipe 2019              |
| -------------------- | ------------------------ |
| Damiano Cunego       | retraite                 |
| Eduard-Michael Grosu | Delko Marseille Provence |
| Marino Kobayashi     | Giotti Victoria          |
| Alan Marangoni       | retraite                 |
| Simone Ponzi         |                          |
| Marco Tizza          | Amore & Vita-Prodir      |
| Kōhei Uchima         | Ukyo                     |

## Coureurs et encadrement technique

### Effectif
L'effectif de l'équipe Nippo-Vini Fantini-Faizanè pour la saison 2019 compte 17 coureurs.
| Cycliste         | Date de naissance | Nationalité | Équipe 2018                               |  |
| ---------------- | ----------------- | ----------- | ----------------------------------------- |  |
| Rubén Acosta     | 20 août 1996      | Colombie    | Bicicletas Strongman-Colombia Coldeportes |  |
| Nicola Bagioli   | 19 février 1995   | Italie      | Nippo-Vini Fantini                        |  |
| Joan Bou         | 16 janvier 1997   | Espagne     | Nippo-Vini Fantini                        |  |
| Marco Canola     | 26 décembre 1988  | Italie      | Nippo-Vini Fantini                        |  |
| Damiano Cima     | 13 septembre 1993 | Italie      | Nippo-Vini Fantini                        |  |
| Imerio Cima      | 29 octobre 1997   | Italie      | Nippo-Vini Fantini                        |  |
| Sho Hatsuyama    | 17 août 1988      | Japon       | Nippo-Vini Fantini                        |  |
| Masakazu Ito     | 12 juin 1988      | Japon       | Nippo-Vini Fantini                        |  |
| Juan José Lobato | 30 décembre 1988  | Espagne     | Nippo-Vini Fantini                        |  |
| Giovanni Lonardi | 9 novembre 1996   | Italie      | Zalf Euromobil Désirée Fior               |  |
| Moreno Moser     | 25 décembre 1990  | Italie      | Astana                                    |  |
| Hideto Nakane    | 2 mai 1990        | Japon       | Nippo-Vini Fantini                        |  |
| Hiroki Nishimura | 20 octobre 1994   | Japon       | Nippo-Vini Fantini                        |  |
| Alejandro Osorio | 28 mai 1998       | Colombie    | GW-Shimano                                |  |
| Ivan Santaromita | 30 avril 1984     | Italie      | Nippo-Vini Fantini                        |  |
| Hayato Yoshida   | 19 mai 1989       | Japon       | Nippo-Vini Fantini                        |  |
| Filippo Zaccanti | 12 septembre 1995 | Italie      | Nippo-Vini Fantini                        |  |

## Bilan de la saison

### Victoires
| Date       | Course                              | Pays         | Classe | Vainqueur        |
| ---------- | ----------------------------------- | ------------ | ------ | ---------------- |
| 21/03/2019 | 5e étape du Tour de Taïwan          | Taïwan       | 2.1    | Giovanni Lonardi |
| 1/04/2019  | 1re étape du Tour de Thaïlande      | Thaïlande    | 2.1    | Giovanni Lonardi |
| 30/05/2019 | 18e étape du Tour d'Italie          | Italie       | 2.UWT  | Damiano Cima     |
| 16/06/2019 | Classement général du Tour de Corée | Corée du Sud | 2.1    | Filippo Zaccanti |
| 16/08/2019 | 4e étape du Tour de l'Utah          | États-Unis   | 2.HC   | Marco Canola     |

### Résultats sur les courses majeures
Les tableaux suivants représentent les résultats de l'équipe dans les principales courses du calendrier international dans lesquelles l'équipe bénéficie d'une invitation (les cinq classiques majeures et les trois grands tours). Pour chaque épreuve est indiqué le meilleur coureur de l'équipe, son classement ainsi que les accessits glanés par Nippo-Vini Fantini sur les courses de trois semaines.

#### Classiques
| Classique            | Milan-San Remo | Tour des Flandres | Paris-Roubaix | Liège-Bastogne-Liège | Tour de Lombardie |
| -------------------- | -------------- | ----------------- | ------------- | -------------------- | ----------------- |
| Coureur (classement) |                |                   |               |                      |                   |

#### Grands tours
| Grand tour           | Tour d'Italie                     | Tour de France | Tour d'Espagne |
| -------------------- | --------------------------------- | -------------- | -------------- |
| Coureur (classement) |                                   | Non invitée    | Non invitée    |
| Accessits            | 1 victoire d'étape (Damiano Cima) | -              | -              |